# Erythroxylum pedicellare
Erythroxylum pedicellare là một loài thực vật có hoa trong họ Erythroxylaceae. Loài này được (Griseb.) O.E.Schulz mô tả khoa học đầu tiên năm 1907.